# Stazione di Valdibrana
Stazione di Valdibrana vasútállomás Olaszországban, Pistoia településen.

## Vasútvonalak
Az állomást az alábbi vasútvonalak érintik:
- Porrettana-vasútvonal

## Kapcsolódó állomások
A vasútállomáshoz az alábbi állomások vannak a legközelebb:
- Stazione di Pistoia Ovest
- Stazione di Piteccio